# Desinić Gora
Desinić Gora est un village de Croatie à 1,5 km au nord du village de Desinić, appartenant à la commune de Desinić, dans le Comitat de Krapina-Zagorje.

## Démographie
D'après le recensement de 2001, le village avait 153 habitants répartis dans 53 foyers.
| Nombre des habitants sur chaque année | Nombre des habitants sur chaque année | Nombre des habitants sur chaque année | Nombre des habitants sur chaque année | Nombre des habitants sur chaque année | Nombre des habitants sur chaque année | Nombre des habitants sur chaque année | Nombre des habitants sur chaque année | Nombre des habitants sur chaque année | Nombre des habitants sur chaque année | Nombre des habitants sur chaque année | Nombre des habitants sur chaque année | Nombre des habitants sur chaque année | Nombre des habitants sur chaque année | Nombre des habitants sur chaque année |
| ------------------------------------- | ------------------------------------- | ------------------------------------- | ------------------------------------- | ------------------------------------- | ------------------------------------- | ------------------------------------- | ------------------------------------- | ------------------------------------- | ------------------------------------- | ------------------------------------- | ------------------------------------- | ------------------------------------- | ------------------------------------- | ------------------------------------- |
| 1857                                  | 1869                                  | 1880                                  | 1890                                  | 1900                                  | 1910                                  | 1921                                  | 1931                                  | 1948                                  | 1953                                  | 1961                                  | 1971                                  | 1981                                  | 1991                                  | 2001                                  |
| 312                                   | 351                                   | 391                                   | 402                                   | 395                                   | 490                                   | 483                                   | 467                                   | 445                                   | 412                                   | 352                                   | 301                                   | 227                                   | 194                                   | 153                                   |